# لیگ برتر فوتسال مردان ایران ۱۴۰۰
لیگ برتر فوتسال ایران ۱۴۰۰ بیست و سومین فصل لیگ حرفه‌ای ایران و هجدهمین فصل تحت عنوان لیگ برتر فوتسال است. مس سونگون مدافع عنوان قهرمانی است. در این فصل ۱۲ تیم از لیگ برتر ۱۳۹۹ و دو تیم جدید از دسته یک ۱۳۹۹ حضور دارند.

## تعداد تیم‌ها بر اساس استان
|    | استان          | تعداد تیم‌ها | تیم‌ها              |
| -- | -------------- | ----------- | ------------------ |
| ۱  | اصفهان         | ۲           | گیتی پسند، سپاهان  |
| ۲  | خراسان رضوی    | ۲           | فرش آرا، چیپس کامل |
| ۳  | مازندران       | ۲           | شهروند، زندی بتن   |
| ۴  | البرز          | ۱           | مقاومت             |
| ۵  | آذربایجان شرقی | ۱           | مس سونگون          |
| ۶  | کرمان          | ۱           | فولاد              |
| ۷  | خوزستان        | ۱           | ملی حفاری          |
| ۸  | مرکزی          | ۱           | سن‌ایچ              |
| ۹  | قزوین          | ۱           | کراپ               |
| ۱۰ | قم             | ۱           | فردوس              |
| ۱۱ | تهران          | ۱           | راگا               |

## تغییرات قالب
پس از آن‌که مشکلات برنامه ناشی از همه‌گیری کووید-۱۹ در ایران تغییرات فاحشی را در قالب مسابقات فصل گذشته ایجاد کرد، به فرم رفت و برگشت یک گروهی معمول خود بازگشت.

## فصل

### جدول لیگ
| رتبه | تیم           | بازی | برد | مساوی | باخت | گل زده | گل خورده | گل تفاضل | امتیاز | صعود یا سقوط    |
| ---- | ------------- | ---- | --- | ----- | ---- | ------ | -------- | -------- | ------ | --------------- |
| ۱    | گیتی‌پسند (C)  | ۲۶   | ۲۱  | ۱     | ۴    | ۱۲۹    | ۵۴       | ۷۵+      | ۶۴     | قهرمان          |
| ۲    | مس سونگون     | ۲۶   | ۱۹  | ۳     | ۴    | ۸۸     | ۴۱       | ۴۷+      | ۶۰     |                 |
| ۳    | کراپ          | ۲۶   | ۱۸  | ۵     | ۳    | ۱۰۴    | ۶۲       | ۴۲+      | ۵۹     |                 |
| ۴    | مقاومت البرز  | ۲۶   | ۱۷  | ۴     | ۵    | ۹۵     | ۶۶       | ۲۹+      | ۵۵     |                 |
| ۵    | سن‌ایچ         | ۲۶   | ۱۷  | ۳     | ۶    | ۹۶     | ۵۵       | ۴۱+      | ۵۴     |                 |
| ۶    | فولاد زرند    | ۲۶   | ۱۰  | ۴     | ۱۲   | ۶۷     | ۷۲       | ۵−       | ۳۴     |                 |
| ۷    | فرش آرا       | ۲۶   | ۱۰  | ۴     | ۱۲   | ۶۱     | ۷۸       | ۱۷−      | ۳۴     |                 |
| ۸    | سپاهان        | ۲۶   | ۱۰  | ۳     | ۱۳   | ۵۸     | ۶۷       | ۹−       | ۳۳     |                 |
| ۹    | زندی بتن      | ۲۶   | ۸   | ۳     | ۱۵   | ۷۸     | ۸۲       | ۴−       | ۲۷     |                 |
| ۱۰   | فردوس         | ۲۶   | ۶   | ۷     | ۱۳   | ۶۱     | ۸۶       | ۲۵−      | ۲۵     |                 |
| ۱۱   | چیپس کامل     | ۲۶   | ۶   | ۴     | ۱۶   | ۴۹     | ۱۰۴      | ۵۵−      | ۲۲     |                 |
| ۱۲   | راگا          | ۲۶   | ۶   | ۲     | ۱۸   | ۳۹     | ۷۳       | ۳۴−      | ۲۰     |                 |
| ۱۳   | ملی حفاری (R) | ۲۶   | ۵   | ۲     | ۱۹   | ۴۸     | ۹۰       | ۴۲−      | ۱۷     | سقوط به دسته یک |
| ۱۴   | شهروند (R)    | ۲۶   | ۴   | ۵     | ۱۷   | ۴۵     | ۸۸       | ۴۳−      | ۱۷     | سقوط به دسته یک |